# Lola LC87

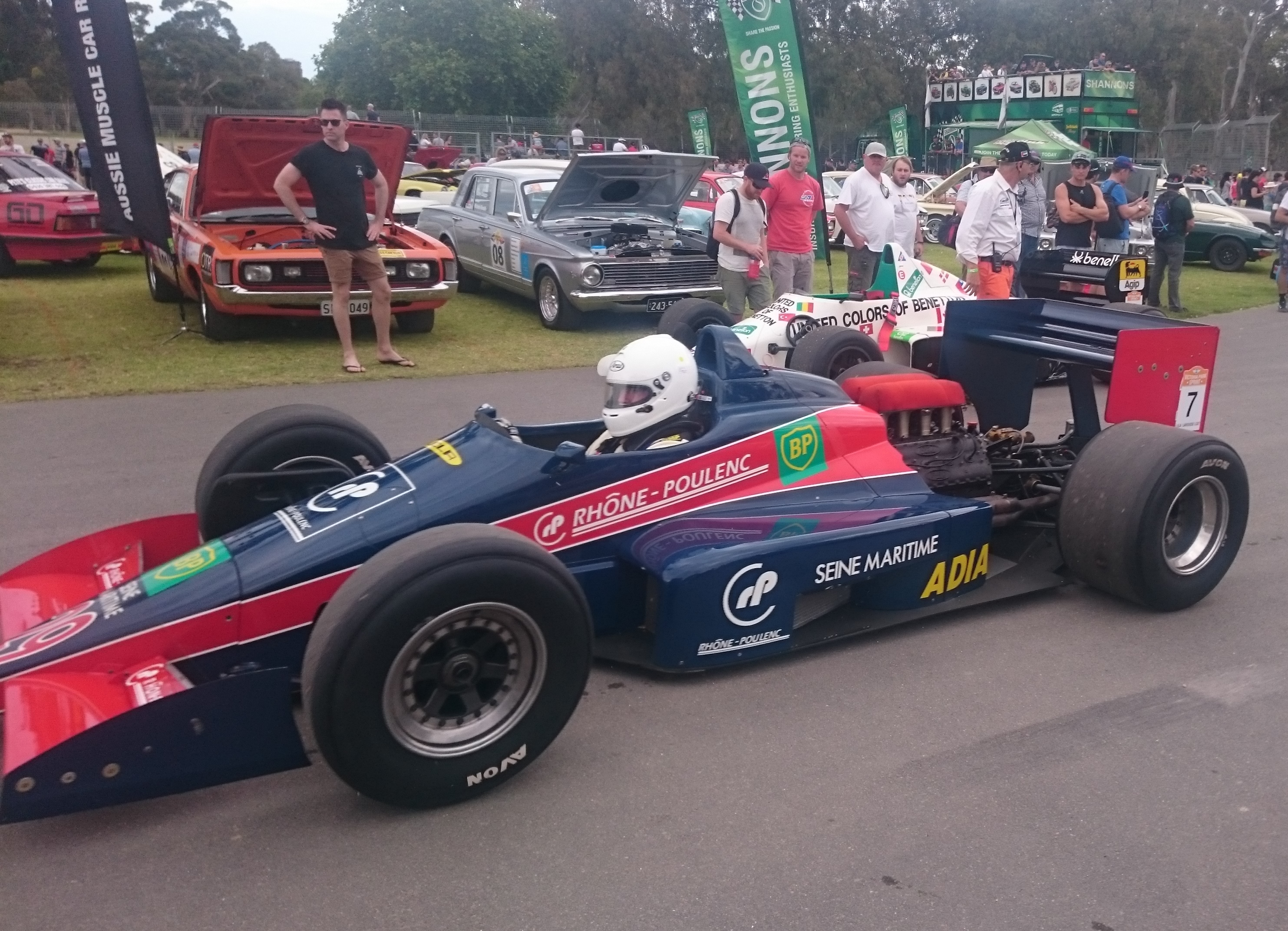
Lola LC87

Der Lola LC87 war ein Rennwagen, den der französische Rennstall Larrousse Calmels in der Formel-1-Saison 1987 einsetzte.

## Hintergrund
Larrousse Calmels war eines von zwei Teams, die 1987 neu in der Formel 1 antraten. Gründer des Rennstalls waren der ehemalige Rennfahrer und Motorsportmanager Gérard Larrousse und der französische Geschäftsmann Didier Calmels.
Anders als die meisten anderen Formel-1-Teams verfügte Larrousse in den ersten Jahren weder über eine eigene Entwicklungsabteilung noch über Produktionsanlagen. Stattdessen ließ Larrousse seine Formel-1-Autos anfänglich von dem britischen Rennwagenhersteller Lola Cars entwickeln und aufbauen, während sich Larrousse auf den Einsatz der Fahrzeuge an der Rennstrecke beschränkte. In der Konstrukteurswertung wurde der LC87 nicht als Larrousse, sondern als Lola geführt; Konstrukteurspunkte wurden Lola zugeschrieben.
Nachfolger des LC87 war der Lola LC88.

## Technik
Der LC87 wurde von Eric Broadley und Ralph Bellamy konstruiert. Er entsprach in weiten Teilen dem Lola T87/50, einem Rennwagen, den Lola für Kundenteams in der Formel 3000 entwickelt hatte. Die Gesamtkonzeption des LC87 wird als „ziemlich konventionell“ beschrieben: Er verfügte über ein breites Kohlefasermonocoque. Die Räder waren wie beim Formel-3000-Pendant an doppelten Dreiecksquerlenkern aufgehängt; vorn und hinten hatte der LC87 Zugstreben. Als Antrieb diente ein Achtzylinder-Saugmotor vom Typ Cosworth DFZ, dessen Verwendung 1987 erstmals wieder zugelassen war, nachdem im Jahr zuvor ausschließlich Turbomotoren hatten verwendet werden dürfen. Der Motor wurde von Heini Mader Racing Components in der Schweiz vorbereitet. Die Kraftübertragung erfolgte über ein Fünfganggetriebe von Hewland.
Der LC87 war ein übergewichtiges Auto. Sein Leergewicht lag zu Saisonbeginn mehr als 30 kg über dem zulässigen Mindestgewicht. Dem Team gelang es bis zum Sommer 1987, das Gewicht durch zahlreiche Einzelmaßnahmen um etwa 20 kg zu reduzieren.

## Renneinsätze
Der Lola LC87 debütierte beim zweiten Rennen der Saison in Großen Preis von San Marino. Zunächst setzte Larrousse nur ein Auto ein, das von Philippe Alliot gefahren wurde. Alliot fiel bei 15 Rennen neunmal vorzeitig aus und kam sechsmal ins Ziel. Das beste Ergebnis waren drei sechste Plätze. Damit brachte er für das neue Team drei Punkte in der Konstrukteursmeisterschaft ein. In den letzten drei Rennen des Jahres meldete Larrousse zusätzlich ein zweites Auto für Yannick Dalmas, der beim Saisonabschluss in Australien auf dem fünften Platz ins Ziel kam. Da sein Auto allerdings nicht zu allen Rennen des Jahres gemeldet gewesen war, wurden die mit dieser Position verbundenen zwei Punkte nicht bei der Konstrukteurswertung berücksichtigt. Lola schloss die Saison 1987 mit drei Punkten als Neunter der Konstrukteursmeisterschaft ab. In dem für Saugmotor-Teams ausgeschriebenen Colin-Chapman-Trophy wurde Larrousse Zweiter hinter Tyrrell.

## Rennergebnisse
| Saison | Chassis   | Fahrer          | Nr. | 1 | 2  | 3 | 4   | 5   | 6   | 7   | 8 | 9   | 10 | 11  | 12  | 13 | 14 | 15  | 16  | Punkte | Rang |
| ------ | --------- | --------------- | --- | - | -- | - | --- | --- | --- | --- | - | --- | -- | --- | --- | -- | -- | --- | --- | ------ | ---- |
| 1987   | Lola LC87 |                 |     |   |    |   |     |     |     |     |   |     |    |     |     |    |    |     |     | 3      | 9.   |
| 1987   | Lola LC87 | Yannick Dalmas  | 29  |   |    |   |     |     |     |     |   |     |    |     |     |    | 9  | 14  | 5   | 3      | 9.   |
| 1987   | Lola LC87 | Philippe Alliot | 30  |   | 10 | 8 | DNF | DNF | DNF | DNF | 6 | DNF | 12 | DNF | DNF | 6  | 6  | DNF | DNF | 3      | 9.   |

| Legende  | Legende            | Legende                                                          |
| Farbe    | Abkürzung          | Bedeutung                                                        |
| -------- | ------------------ | ---------------------------------------------------------------- |
| Gold     | –                  | Sieg                                                             |
| Silber   | –                  | 2. Platz                                                         |
| Bronze   | –                  | 3. Platz                                                         |
| Grün     | –                  | Platzierung in den Punkten                                       |
| Blau     | –                  | Klassifiziert außerhalb der Punkteränge                          |
| Violett  | DNF                | Rennen nicht beendet (did not finish)                            |
| Violett  | NC                 | nicht klassifiziert (not classified)                             |
| Rot      | DNQ                | nicht qualifiziert (did not qualify)                             |
| Rot      | DNPQ               | in Vorqualifikation gescheitert (did not pre-qualify)            |
| Schwarz  | DSQ                | disqualifiziert (disqualified)                                   |
| Weiß     | DNS                | nicht am Start (did not start)                                   |
| Weiß     | WD                 | zurückgezogen (withdrawn)                                        |
| Hellblau | PO                 | nur am Training teilgenommen (practiced only)                    |
| Hellblau | TD                 | Freitags-Testfahrer (test driver)                                |
| ohne     | DNP                | nicht am Training teilgenommen (did not practice)                |
| ohne     | INJ                | verletzt oder krank (injured)                                    |
| ohne     | EX                 | ausgeschlossen (excluded)                                        |
| ohne     | DNA                | nicht erschienen (did not arrive)                                |
| ohne     | C                  | Rennen abgesagt (cancelled)                                      |
| ohne     | keine WM-Teilnahme |                                                                  |
| sonstige | P/fett             | Pole-Position                                                    |
| sonstige | 1/2/3/4/5/6/7/8    | Punktplatzierung im Sprint-/Qualifikationsrennen                 |
| sonstige | SR/kursiv          | Schnellste Rennrunde                                             |
| sonstige | *                  | nicht im Ziel, aufgrund der zurückgelegten Distanz aber gewertet |
| sonstige | ()                 | Streichresultate                                                 |
| sonstige | unterstrichen      | Führender in der Gesamtwertung                                   |